# Maxim Alexejewitsch Burow
Maxim Alexejewitsch Burow (russisch Максим Алексеевич Буров; * 5. Juni 1998 in Jaroslawl) ist ein russischer Freestyle-Skier. Er startet in der Disziplin Aerials (Springen), sein Bruder Ilja Burow betreibt dieselbe Sportart. Seine bisher größten Erfolge sind der Gewinn der Weltcup-Disziplinenwertung in der Saison 2017/18 und der Weltmeistertitel 2019.

## Biografie
Burow startete erstmals im Dezember 2012 in Ruka im Europacup und belegte dabei den 16. Platz. Bei den Juniorenweltmeisterschaften 2014 in Chiesa in Valmalenco gewann er die Goldmedaille. Zu Beginn der Saison 2014/15 holte er in Ruka seinen ersten Sieg im Europacup. Im weiteren Saisonverlauf erreichte er im Europacup vier Podestplatzierungen, davon einmal Platz 3, zweimal Platz 2 sowie einen weiteren Sieg, womit er die Aerials-Disziplinenwertung für sich entschied. Im Weltcup debütierte er am 21. Februar 2015 in Moskau, wo er auf den 12. Platz sprang. Bei den Juniorenweltmeisterschaften 2015 in Chiesa in Valmalenco holte er die Silbermedaille.
In der Saison 2015/16 kam Burow mit dem achten Platz in Moskau erstmals unter die Zehn im Weltcup. Bei den Juniorenweltmeisterschaften 2016 in Minsk gewann er eine weitere Goldmedaille. Im März 2016 wurde er russischer Aerials-Meister. Nach zwei Europacupsiegen in Ruka zu Beginn der Saison 2016/17 erreichte er in Lake Placid mit dem dritten Platz seine erste Weltcup-Podestplatzierung. Im März 2017 sprang er beim Weltcup in Moskau mit dem dritten Platz erneut aufs Podium und errang bei den Weltmeisterschaften 2017 in der Sierra Nevada den 11. Platz. Im folgenden Monat wurde er bei den Juniorenweltmeisterschaften in Chiesa in Valmalenco Fünfter. Die Saison beendete er auf dem siebten Rang im Aerials-Weltcup und auf dem fünften Platz in der Europacup-Gesamtwertung.
Nach drei Top-10-Platzierungen zu Beginn der Saison 2017/18 gelang Burow am 12. Januar 2018 in Deer Valley der erste Weltcupsieg. Acht Tage später gewann er auch in Lake Placid. Zusammen mit vier weiteren Top-10-Platzierungen sicherte er sich den Sieg in der Aerials-Disziplinenwertung. In der folgenden Saison erreichte er mit zwei Siegen und einen siebten Platz, den vierten Platz im Aerials-Weltcup. Bei den Weltmeisterschaften 2019 in Park City gewann er die Goldmedaille im Einzel- und die Bronzemedaille im erstmals ausgetragenen Teamwettbewerb. Anfang März 2019 holte er bei der Winter-Universiade in Krasnojarsk die Goldmedaille. In der Saison 2019/20 kam er mit fünf Top-Zehn-Platzierungen auf den dritten Platz im Aerials-Weltcup. Dabei errang er in Shimao Lotus Mountain den zweiten Platz und holte im Deer Valley Resort seinen fünften Weltcupsieg.

## Erfolge

### Olympische Spiele
- Pyeongchang 2018: 15. Aerials

### Weltmeisterschaften
- Sierra Nevada 2017: 11. Aerials
- Park City 2019: 1. Aerials, 3. Aerials Team

### Weltcupwertungen
| Saison  | Gesamt | Gesamt | Aerials | Aerials |
| Saison  | Platz  | Punkte | Platz   | Punkte  |
| ------- | ------ | ------ | ------- | ------- |
| 2014/15 | 160.   | 3      | 29.     | 22      |
| 2015/16 | 130.   | 8,33   | 28.     | 50      |
| 2016/17 | 25.    | 36,43  | 7.      | 255     |
| 2017/18 | 4.     | 59,17  | 1.      | 355     |
| 2018/19 | 12.    | 47,20  | 4.      | 236     |
| 2019/20 | 14.    | 46,14  | 3.      | 323     |

### Weltcupsiege
Burow errang im Weltcup bisher 13 Podestplätze, davon 10 Siege:
| Datum            | Ort              | Land     |
| ---------------- | ---------------- | -------- |
| 12. Januar 2018  | Deer Valley      | USA      |
| 20. Januar 2018  | Lake Placid      | USA      |
| 19. Januar 2019  | Lake Placid      | USA      |
| 23. Februar 2019 | Minsk            | Belarus  |
| 7. Februar 2020  | Deer Valley      | USA      |
| 4. Dezember 2020 | Ruka             | Finnland |
| 16. Januar 2021  | Jaroslawl        | Russland |
| 17. Januar 2021  | Jaroslawl        | Russland |
| 23. Januar 2021  | Moskau           | Russland |
| 30. Januar 2021  | Minsk-Raubitschy | Belarus  |

### Juniorenweltmeisterschaften
- Chiesa in Valmalenco 2014: 1. Aerials
- Chiesa in Valmalenco 2015: 2. Aerials
- Minsk 2016: 1. Aerials
- Chiesa in Valmalenco 2017: 5. Aerials

### Europacup
- Saison 2014/15: 1. Aerials-Disziplinenwertung
- 8 Podestplätze, davon 5 Siege

### Weitere Erfolge
- 1 russischer Meistertitel (2016)